# Heather Phillipson

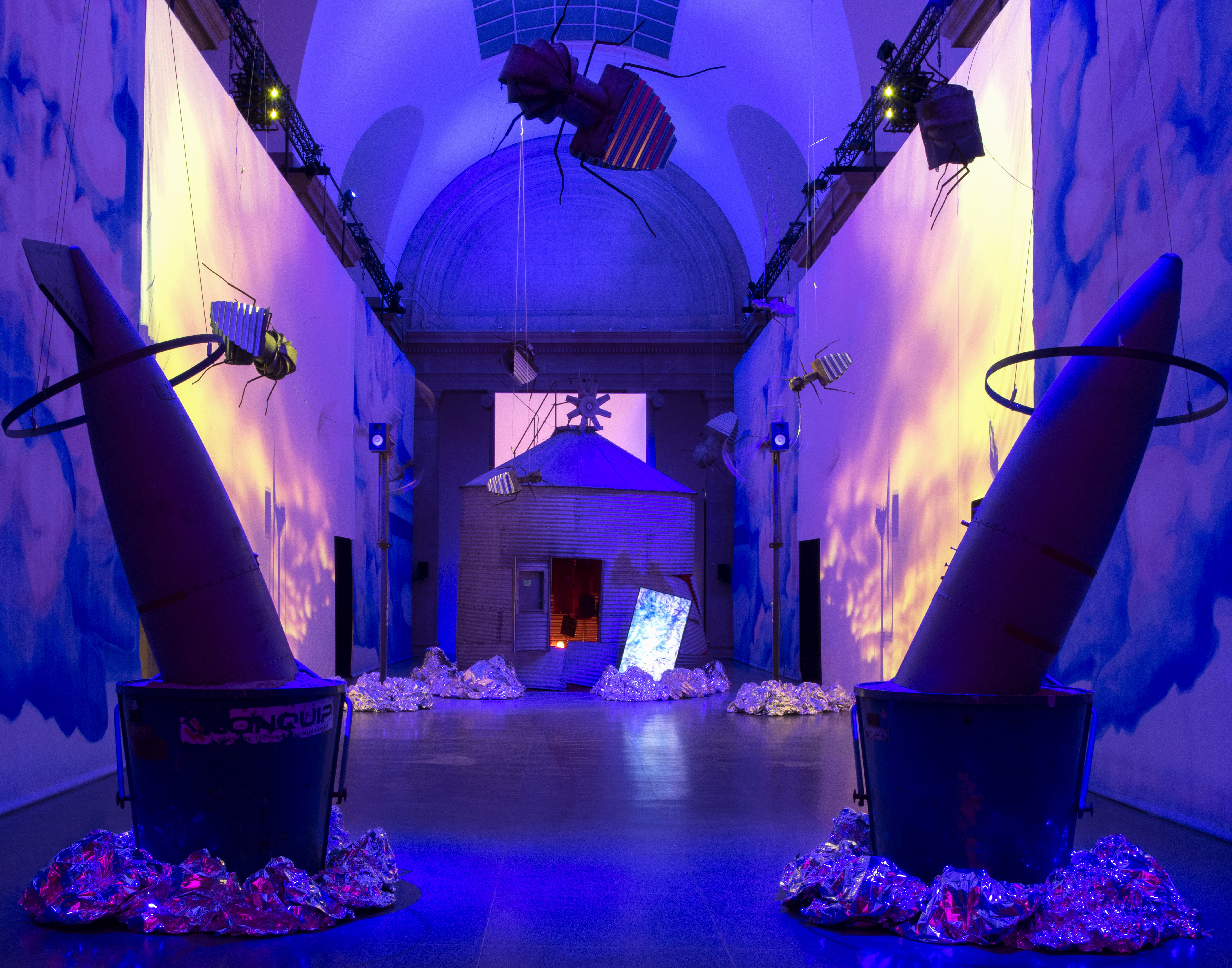
Heather Phillipson, RUPTURE NO 1 : blowtorching the bitten peach, Duveen Galleries, Tate Britain, 2021

Heather Phillipson est une artiste britannique utilisant une variété de médias, notamment la vidéo, la sculpture, la musique, les installations à grande échelle, les œuvres en ligne et le dessin. Elle est également une poètesse dont les écrits ont été publiés en ligne et sous forme imprimée. Son travail a été présenté dans des salles internationales et elle a reçu de nombreux prix pour ses œuvres d'art, ses vidéos et sa poésie. En 2022, elle fait partie des nommées pour le Turner Prize.

## Enfance et éducation
Heather Phillipson est née en 1978 dans le quartier de Haringey au nord de Londres et grandit à Greenwich, au sud-est de Londres. C'est la plus jeune d'une fratrie de trois enfants, sa mère était assistante sociale et militante féministe et son père enseignant, artiste, musicien de jazz et écrivain. Les enfants du couple sont élevés avec un intérêt pour les arts et la musique et Heather Phillipson, alors qu'elle était encore enfant, obtient l'échelon 7 de l' ABRSM (en) (organisme national anglais visant à l'évaluation de la pratique musicale) en violon et en piano. À l'âge de neuf ans, Phillipson remporte un concours de poésie londonien pour l'arrondissement de Lewisham.
À l'adolescence, sa famille et elle déménagent dans l'ouest du Pays de Galles, où elle fréquente l'Ysgol Dyffryn Taf School (en). Elle étudie ensuite l'art et le design au Pembrokeshire College (en), dans la ville de Haverfordwest, où elle travaille également à temps partiel dans un magasin de disques, développant sa collection et ses connaissances de la danse et de la musique électronique britanniques, ce qui a ensuite éclairé sa pratique de DJ. En 1997, Heather Phillipson commence une formation dans la mode à l'école Central St Martins (en) à Londres. Elle bifurque finalement sur un diplôme en art et philosophie de l'Université du Pays de Galles à Cardiff. Après l'obtention de celui-ci, elle retourne à Central St Martins pour un certificat en dessin. En 2007, Heather Phillipson décroche un doctorat en beaux-arts de l'Université du Middlesex.

## Démarche artistique
Ces installations évoquent une ambiance maximaliste avec le mélange constant de la vidéo, de la musique et des écrits comme supports et illustrations de sa pensée artistique. Les parties du corps humains comme la nourriture sont aussi des éléments récurrents dans ses œuvres,. L'artiste est végane et son installation My name is lettie eggsyrub est particulièrement représentative de ses réflexions concernant les relations entre les humains et les animaux.
Elle est très touchée par le résultat de l'élection présidentielle américaine de 2016 ainsi que par le Brexit et déclare « Ma prochaine œuvre sera enragée. Le fascisme est à ma porte. ». De cette réflexion est née The end avec une critique politique marquée, tendant vers le chaos.   

## Expositions
Heather Phillipson organise des expositions personnelles dans des galeries d'arts et lieux internationaux, notamment la commande annuelle des Duveen Galleries à la Tate Britain en 2021. Sa sculpture The End est la 13e installation commanditée sur le Quatrième socle de Trafalgar Square, visible de 2020 à 2022,.

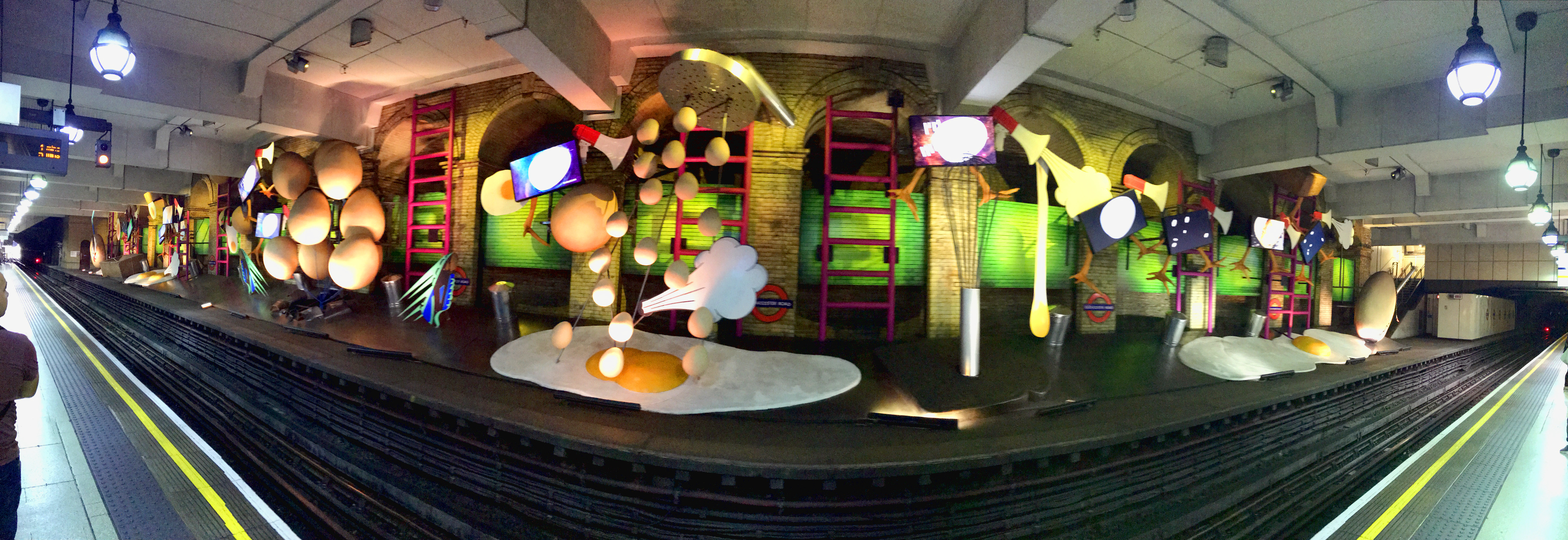
my name is lettie eggsyrub, Heather Phillipson. Gloucester Station, présenté du 7 juin 2018 au 19 juin 2019 dans le cadre du projet Art on the Underground.

En 2014, elle conçoit la scène de l'Extinction Marathon de la Serpentine Gallery. L'artiste expose pour la première fois en Allemagne en 2015 à la Schirn Kunsthalle (en) de Frankfurt. Heather Phillipson participe à deux expositions au Baltic Centre for Contemporary Art (en) de Gateshead (en 2013 et 2018). Son travail vidéo a fait l'objet d'un chapitre dans les expositions Screens Series du New Museum of Contemporary Art (2016). En 2018, elle présente son installation temporaire, my name is lettie eggsyrub, pour la plate-forme inutilisée de 80 mètres de long de la station de métro Gloucester Road dans le cadre du projet Art on the Underground (2018),. 
Elle expose également des œuvres dans de nombreuses biennales et festivals d'art contemporain, notamment pour la biennale Performa New York en 2015 et dans la même ville pour Frieze Projects à la Frieze Art Fair l'année suivante, à la Biennale d'art de São Paulo (2016), à la Biennale d'Athènes (2018) et à la Biennale de Charjah (2019).
Ses performances en direct, qui utilisent musique, vidéo, objets et discours, ont été montrées dans des lieux tels que la Tate Britain, la Serpentine Gallery, le Palais de Tokyo, la Whitechapel Gallery et l'Institute of Contemporary Arts de Londres.
Une partie de ses œuvres sont conservées dans un certain nombre de collections publiques, dont la Tate, la Arts Council Collection (en) et le Castello di Rivoli, Turin.
Heather Phillipson prend part à la campagne du WWF, Art For Your World, en créant une œuvre imprimée qui est vendue aux enchères en ligne le 20 octobre 2021.
Elle s'associe également au projet The Wild Escape de l'association Art Fund en 2023.

## Vie privée
Heather Phillipson vit dans le quartier de Hackney, dans l'est de Londres, où est également basé son studio.
Depuis 2016, elle est bénévole comme mentor auprès d' Arts Emergency (en), une organisation caritative basée au Royaume-Uni qui œuvre pour accroître l'accès aux arts pour les 16-19 ans issus de milieux défavorisés.

## Récompenses et nominations
- 2008 : Prix Eric Gregory de poésie[28].

- 2013 : Fenton Aldeburgh First Collection Prize (liste restreinte)

- 2014 : Poètes de la nouvelle génération (en)[29],[30].
- 2015 : Prix commémoratif Michael Murphy (liste restreinte)[31]

- 2016 : Prix Amis de Littérature, magazine Poetry, Chicago[32]

- 2016 : Film London (en) Jarman Award pour l'art cinématographique et vidéo[33].

- 2017 : Sélectionné pour le Quatrième socle, Trafalgar Square[13].

- 2018 : Ammodo Tiger Short Film Award au Festival international du film de Rotterdam, nomination au European Short Film Award de l'Académie européenne du film[34].
- 2022 : Nomination pour le Turner Prize[35].

## Publications
Phillipson a publié cinq volumes de poésie :
- Faber New Poets 3 (Faber et Faber, 2009)
- NOT AN ESSAY (Penned in the Margins, 2012)
- Instant-flex 718 (Bloodaxe Books, 2013)
- more flinching (Periplum Press, 2018)
- Whip-hot & Grippy (Bloodaxe Books, 2019)